# SN 2001kn
SN 2001kn – supernowa typu Ia odkryta 13 marca 2001 roku w galaktyce A083210+4717. W momencie odkrycia miała maksymalną jasność 19,90m.